# Dermomurex worsfoldi
Dermomurex worsfoldi is een slakkensoort uit de familie van de Muricidae. De wetenschappelijke naam van de soort is voor het eerst geldig gepubliceerd in 1992 door Vokes.